# Eliz Barbosa
Pour les articles homonymes, voir Barbosa.
 (juillet 2017).
Si vous disposez d'ouvrages ou d'articles de référence ou si vous connaissez des sites web de qualité traitant du thème abordé ici, merci de compléter l'article en donnant les références utiles à sa vérifiabilité et en les liant à la section « Notes et références ».
Elisabeth De Castro Barbosa, dite « Eliz. Barbosa », née à Vierzon le 9 avril 1973, est une artiste plasticienne de double nationalité française et portugaise.

## Biographie
Eliz Barbosa naît et grandit dans la région Centre.
Elle intègre les Beaux-Arts de Bourges (1996-1998) et obtient deux mentions au DNA et au DNSEP[réf. souhaitée].
Master 1 et 2, Médiation Culturelle, Patrimoine et Numérique (MCPN), Paris 8 (2019-2021)
Outre sa production picturale, depuis 1994, elle a publié une cinquantaine de livres d'artiste en exemplaire unique.

### Vie privée
Elle a été la compagne de Christian Babou (peintre du mouvement de la Figuration narrative) de 1994 jusqu'en 2005[réf. souhaitée].
Elle vit et travaille actuellement à Paris[réf. souhaitée].

## Œuvre

### Les séries
- Série Libellules entre 2001 et 2002, encre noire sur papier
- Série Lingerie entre 2002 et 2003, encre noire sur papier et réhauts de couleurs
- Série Écorchés entre 2003 et 2005, crayons de couleurs sur papier
- Série Papiers Découpés entre 2005 et 2007, gouache et aquarelle sur papier
- Série Hybrides entre 2008 et 2009, encres noire et blanche sur Rhodoïd et incrustations d'ailes d'insectes
- Série Reliures depuis 2009, livre-objet
- Série Botanique entre 2011et 2013, gouache, aquarelle cire sur papier et bogolan sur coton marouflé sur papier
- Série Opéra Chromatiques (ou la série des Bois) depuis 2013, gouache sur papier et acrylique sur toile
- Série Furcifer depuis 2017, aquarelle, acrylique, encre sur toile ou sur papier
- Série Luz depuis 2020, gouache, aquarelle, encre, acrylique sur toile ou sur papier

### Livres d'artiste, livres illustrés
- 1997 : 586, textes inédits de l'artiste (6 exemplaires)
- 2000 : La Voyelle tendre, textes inédits de Gilbert Lascault (40 exemplaires)
- 2005 : L'Écorché veuf, poèmes inédits de Patrice Delbourg (34 exemplaires)
- 2010 : Les Gabelous[2], poèmes inédits de Tita Reut (20 exemplaires et un exemplaire de chapelle)
- 2016 : Chromatiqu'Opéra, poèmes inédits de Tita Reut (30 exemplaires et un exemplaire de chapelle)
- 2025 : Peintures réalisées pour le recueil de poèmes, La vie extime de Laurent Faugeras aux éditions de L'Herbe qui temble

La médiathèque de la ville de Bourges détient une grande partie des multiples d'Eliz Barbosa.

## Principales expositions et manifestations
- 1994 : « Sans Agent Conservateur », La Box, Bourges
- 1998 : « Livres d'Artistes », galerie Pictura, Bourges
- 2001 : signature du livre d'artiste La Voyelle tendre en compagnie de Gilbert Lascault, La Hune-Brenner, Paris
- 2002 : « Biennale d'art contemporain », Bourges
- 2004 : « Un cabinet de curiosité », galerie Vent d'Ocre, Paris
- 2005 : signature du livre d'artiste Écorché Veuf en compagnie de Patrice Delbourg, Halle Saint-Pierre, Paris
- 2006 : 
  - « Trendmark », galerie Yves Suty, Coye-la-Forêt
  - « Écorchés », médiathèque, Le Cannet-des-Maures
- 2008 : 
  - « Planches anatomiques », médiathèque, Bourges
  - « Pêchers capitaux », centre d'arts, Forcalquier
- 2009 : 
  - « Dessins 3 », galerie Artegalore, Paris
  - « Histoires si naturelles », La Galerie, Paris
  - « Ché », galerie Yves Suty, Coye-la-Forêt
  - Exposition personnelle, centre d'art contemporain du château Lescombes, Eysines
- 2010 : 
  - « Esthétique de l'existence », galerie Pro-Art, Athènes
  - « Ché », Espace Art 22, Bruxelles
  - « Livres d'artiste », galerie Virgile, Paris ; exposition du livre Les Gabelous
  - Art Elysées, galerie Baudoin Lebon, Paris
  - Artistbook International, Centre Georges-Pompidou, Paris
- 2012 :
  - « Nature », Villa Tamaris, La Seyne-sur-Mer
  - « Voyager », galerie Pro-Art, Athènes
  - « Botanique », galerie Depardieu, Nice
  - « 31 peintres de la collection de la Villa Tamaris », Maison du Cygne, Six-Fours-les-Plages
  - « Exposition collective », galerie Depardieu, Nice
- 2013 :
  - « Friends », galerie Pro-Art, Athènes
  - Art Paris, galerie Baudoin Lebon, Paris
  - « Cosmopolitis », galerie Depardieu, Nice
- 2014 :
  - Exposition collective, Villa Tamaris, La Seyne-sur-Mer
  - Inauguration du nouvel espace de la galerie Depardieu, Nice
  - Exposition collective, galerie Depardieu, Nice
  - Exposition personnelle, Le Cube Rouge, Paris
- 2015 :
  - « Tomber des nus », galerie Detais, Paris 
  - Projet « Sac Polochon de Dognin », à Institut français de la mode (IFM), Institut national des métiers d’art (INMA), Paris
- 2016 :
  - Exposition personnelle, L'Estran, Guidel
  - « La bibliothèque », 6B, Saint-Denis
  - « Opéra Chromatique », galerie Depardieu, Nice
- 2017
  - Exposition personnelle, « Opéra chromatique », conservatoire à rayonnement régional (CRR), Aubervilliers
- 2018
  - Exposition collective, galerie Convergences, Paris
  - « La forêt habitée », exposition « Résonances », galerie de la Ferme du Mousseau, Élancourt
  - YIA 2018, Salon d'art contemporain, Carreau du Temple, galerie Convergences, Paris
  - Exposition personnelle « Opéra chromatique », galerie Convergences, Paris
  - « Créations féminines », Domaine de Lescombes, Eysines
- 2019
  - Exposition collective, « 8 femmes », médiathèque Albert Camus, Antibes
  - Exposition collective, galerie Convergences, Paris
  - Exposition personnelle, Le Hublot, Ivry-sur-Seine
  - Lyon Art Paper, Lyon
  - YIA 2019, Salon d'art contemporain, galerie Convergences, Paris
  - Biennale du livre d’artiste, Rodez
  - Exposition collective, « Élan de nature, par le vide apprivoisé », galerie Convergences, Paris
- 2020
  - Bienal International de Arte, Vila Nova de Cerveira, Portugal
  - Carte Blanche à Éliz, (Claire Borde, Jeanne Figueras, Francis Limérat, Alain Tirouflet) Galerie Convergences, Paris
- 2021
  - Exposition collective, « Cabinet d'amateur », Galerie Convergences, Paris
  - Exposition collective, « Éros », Maison de la poésie, Avignon
- 2022
  - Exposition personnelle, « Luz », Galerie Convergences, Paris
  - Exposition personnelle, Centro Cultural de Paredes de Coura, Portugal
  - Exposition collective, « Elles invitent » (Eliz Barbosa / Alain Lestié - Louise Caroline / Martin Miguel - Michelle Bondello / Marcel Alocco - Régine Lauro / Serge Hélénon), Espace Muséal, Tourrettes-sur-Loup
- 2023
  - Exposition collective, « Expo d'été », galerie Convergences, Paris
  - Exposition, « Hommage au poète Mário Montenegro - O Coração das Coisas. Mário Montenegro, um Poeta em Paredes de Coura», Venade, Portugal
- 2024
  - Expositions collective, galerie Convergences, Paris
  - Exposition personnelle, « Cor e Luz », galerie Serpente, Porto
- 2025
  - Exposition personnelle, galerie Convergences, Paris

### Autres productions (catalogue, radio, télévision)
- 2009 : catalogue rétrospectif à la suite de l'exposition au château Lescombes, Eysines
- 2009 : Lumières d'août sur France Culture avec Sophie Nauleau
- 2010 : 50° Nord RTBF, Belgique
- 2012 : catalogue rétrospectif à la suite de l'exposition à la Villa Tamaris, La Seyne-sur-Mer
- 2013 : émission Focus Web TV, Grèce
- 2014 : catalogue des acquisitions 2011-2013 de la Villa Tamaris, La Seyne-sur-Mer
- 2018 : catalogue exposition collective, « Créations féminines » au château Lescombes
- 2018 : catalogue Opéra chromatique, exposition personnelle, galerie Convergences, Paris
- 2022 : catalogue Luz, exposition personnelle, galerie Convergences, Paris
- 2022 : catalogue exposition personnelle, Centro Cultural de Paredes de Coura, Portugal
- 2024 : catalogue exposition personnelle, Galerie Serpente, Porto, Portugal
- 2025 : catalogue exposition personnelle, Galerie Convergences, Paris
- 2025 : peintures accompagnant les poèmes de Laurent Faugeras, La vie extime, aux éditions de L'herbe qui tremble

## Commentaires
(juillet 2017).

« La botanique est une érotique féconde, disent les traits exquis d’Eliz Barbosa, délicate impertinente, qui convie à l'émerveillement.
Le travail toujours sensible de l’artiste explore la nature dans son immense et fragile amplitude. Le détail, qu’il soit racine, pétale, bulbe, tige ou feuille dit chaque fois le grandiose en sa finesse. Dans ces compositions, le vivant se lit dans des tracés inouïs. Le support, soigneusement façonné est un sillon, la cire est une sève. La croissance merveilleuse, la vie fulminent : l’artiste les saisit dans le flamboiement d’une tige rouge. C’est l’exquis. L’humus est palpable. Les sens émoustillés.
Après les libellules lubriques, la chair écorchée, le papier du désir découpé, l’hybride animal, Eliz Barbosa continue son exploration espiègle et attentive du vivant. Le végétal redit l’humain : ses racines, tel un rhizome postmoderne, conquièrent des profondeurs insondables. Les fines arborescences s’aventurent dans un devenir d’incandescente blancheur. La nature n’est pas morte. Jusqu’où ira le trait ? »

— Anne-Sophie Jouanneau, éditrice et chroniqueuse, 2012

« Une des plus agréables découvertes de l’été : la première grande exposition personnelle d’une artiste inclassable, Eliz Barbosa (Centre d’art contemporain Domaine de Lescombes, Eysines). Sortie des Beaux-Arts de Bourges en 1998, il lui a fallu dix ans de travail et d’observation quelque peu ironique de l’art de son temps pour parvenir, à 36 ans, à la construction d’un univers plastique absolument personnel, où se rencontrent des libellules, des papillons et de la lingerie féminine du XVIIe siècle. Chaque image dit autre chose que ce qu’elle semble montrer, dans une technique irréprochable. De l’humour, de l’ambiguïté et du savoir-faire : la recette paraît simple, mais peu d’artistes dits contemporains sont capables de la réussir aussi bien qu’Eliz Barbosa. »

— Jean-Luc Chalumeau, rédacteur de la revue Verso, 2009

« Eliz Barbosa, artiste graphiste, qui fait aussi des livres, travaille sur l'image cachée dans le volume réduit à une seule épaisseur. La fragilité du trait au crayon de couleur renvoie à celle de sa vie.
L'exposition réunit dessins et livres, ceux-ci acquis par la bibliothèque de Bourges ; elle témoigne du travail graphique entrepris depuis plusieurs années par l'artiste sur l'image cachée où le vêtement et le corps ne font qu'une seule trame, une seule épaisseur, où se résout le volume. Le regard du spectateur s'en trouve aiguisé comme le désir amoureux est avivé par le voilé/dévoilé du corps.
Cette mise à plat de la personne s'apparente également aux vanités, natures mortes en vogue au XVIIe siècle, images-supports de méditations sur la vie et la mort. La fragilité du trait aux crayons de couleur renvoie à la fragilité de la vie, tandis que la précision du trait affirme une rigueur scientifique où se loge un écart, qui abolit la froideur. […] »

— Elisabeth Dousset, conservatrice de la médiathèque de Bourges, 2008

« Elizabeth Barbosa se définit comme plasticienne. Contemporaine cela va sans dire, comment s'abstraire en effet de l'esprit du temps, mais avec une inscription revendiquée dans l'histoire de l'art et de ses techniques.
Ses livres d'artiste (La Voyelle tendre, L'Écorché veuf entre autres) et ses dessins, s'apparentent à des lieux habités par le mystère et les figures du désir (les Libellules).
Depuis plus de six ans, ses recherches graphiques évoluent ainsi avec constance autour du dessin dissimulé, de l'œuvre cachée, de la représentation masquée. Du Secret derrière la porte (Secret beyond the door) de cet au-delà que traquait Fritz Lang, y compris dans la quête d'une approche visible de l'inconscient.
Une pratique singulière de l'anamorphose qui, tout en relevant du jeu et de l'illusion, refuse la caricature et le simple divertissement.
Ainsi les séries sur les Écorchés, où l'utilisation des crayons de couleurs (réminiscence enfantine ? souvenir scolaire ?) favorisent la cohérence du propos et de la réflexion pratique sur les Vanitas. Et ce n'est pas outrer le propos que d'y voir tout à la fois des allusions au Portrait des ambassadeurs d'Holbein le Jeune ainsi qu'aux Vanités contemporaines de Cueco ou Philippe Favier.
Le travail d'Elizabeth Barbosa trouve ainsi son point d'équilibre entre référence et invention, Eros et Thanatos, comme autant d'éléments d'un cabinet contemporain de curiosités, où la gravité des bijoux indiscrets ne prendrait forme que par la sensualité du trait. »

— Robert Bonaccorsi, directeur de la villa Tamaris de La Seyne-sur-Mer, 2006